# Емісі

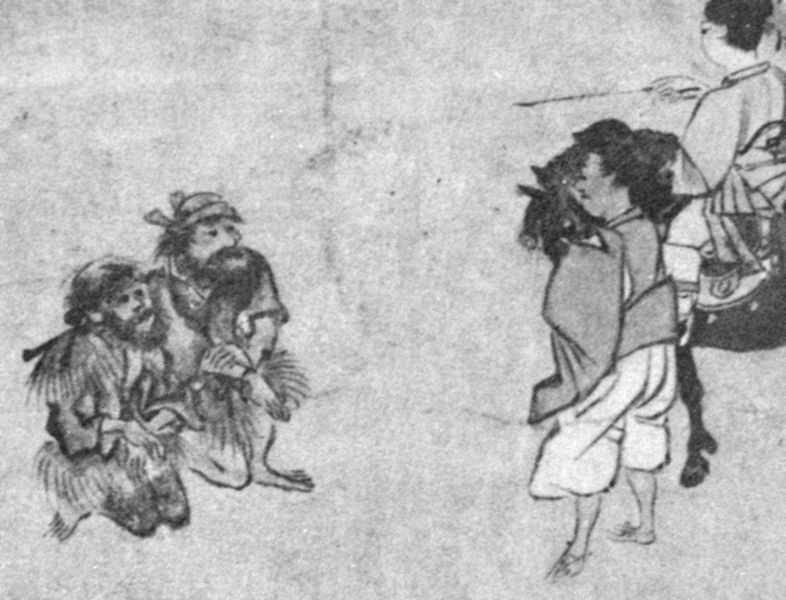
Еміші віддячив князя Шотоку. Випущений у 1324 році на основі Shotokutaishi e-den e-maki, зроблений у 1069 р.

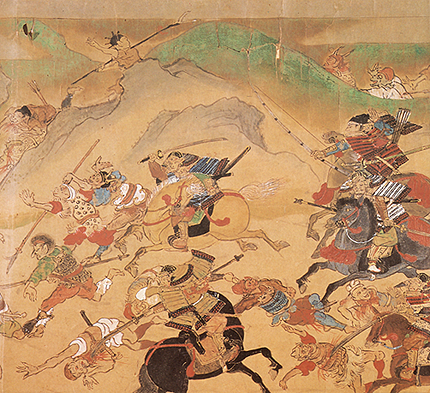
Японські самураї під проводом сьоґуна Саканоуе но Тамурамаро женуть загони дегуманізованих варварів еміші («Ілюстрований сувій про походження монастиря Кійомідзу», 1517, Токійський національний музей).

Землі Еміші на північ від держави Ямато, позначеної зеленим кольором.

Емі́ші (яп. 蝦夷, えみし, МФА: [emʲiɕi̥], «жаби-варвари»; яп. 毛人, えみし, МФА: [emʲiɕi̥], «волохаті») — старояпонська назва соціо-культурної або етнічної групи, яка проживала в Північній та Східній Японії, в регіонах Канто і Тохоку, впродовж IV–XII століть. Еміші вважаються автохтонами Японського архіпелагу, прямими нащадками носіїв неолітичної культури Дзьомон. Їхні землі були завойовані стародавніми японцями — яматосцями, а вони самі були асимільовані завойовниками. Починаючи з раннього нового часу, японці позначали словом «еміші» населення Хоккайдо і Курильських островів — айнів. Традиційна історіографія розглядає середньовічних еміші як прото-айнську спільноту, носіїв пост-дзьомонівської культури.

## Етимологія
Існує ряд гіпотез які пояснюють значення слова «еміші». Серед них найвпливовішими є такі:
- «еміші» походить від айнського однокореневого слова «люди» (емчіу або енчу);
- «еміші» походить від японського слова «хоробрий воїн» (е-мусі)

Оскільки еміші вели тривалу війну із яматоськими загарбниками, у японській мові також закріпилося значення цього слова як «варвар».

## Історія

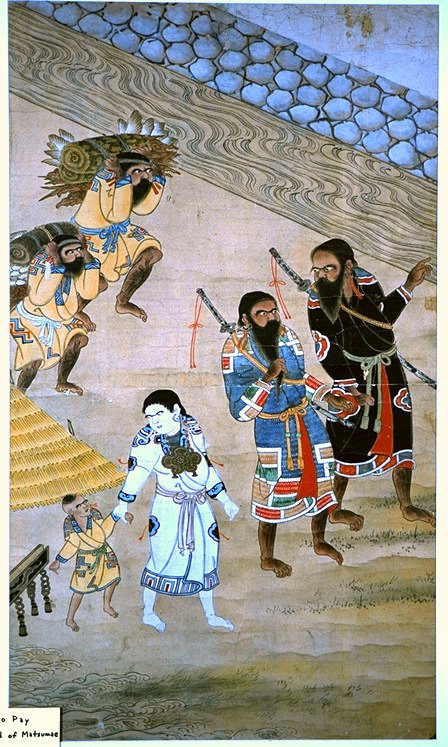
Айни — «еміші» раннього нового часу

Еміші не залишили власних писемних свідчень, тому реконструкція їхньоі історії проводиться на основі японських і китайських хронік. До 7 століття про еміші згадували як про «волохатих» (毛人), які живуть на північ від японської держави Ямато. Через постійні війни з останньою, японці почали позначати еміші презирливим ієрогліфами 蝦夷 («жаби-варвари»).
Ряд японських вчених вважає, що еміші не були окремою етнічною групою, а «соціально-неспокійним прошарком» яматоського етносу — тобто, повстанцями і бандитами. Вони становили небезпеку для держави, що змушувало уряд постійно висилати на північ війська для придушення їхніх заколотів. Однак більшість науковців світу розглядають еміші як відносно однорідну соціо-культурну і, відповідно, етнічну спільноту. Археологічні дані свідчать про близькість культури еміші до неолітичної культури Дзьомон та середньовічної культури айнів. Це дає підстави вважати еміші проміжною ланкою у еволюції автохтонів Японських островів від неолітичної популяції до сучасних айнів.
Перші згадки сутичок еміші та японців містяться у «Кодзікі». У китайських хроніках під 659 роком згадується про посольство японців, які привезли танському імператору «полонених волохатих людей».
Впродовж VII–IX століть японці захопили увесь ареал проживання еміші, за виключенням Хоккайдо. Ті зі знатних еміші, які здалися яматоському двору і визнали владу імператора на своїх землях, отримали прізвисько «полоненний» (俘囚, фусю) і були змушені реалізовувати асиміляційні плани завойовників. Підкорені неодноразово піднімали повстання, які жорстоко придушувались. Особливо потужним було повстання у 780–802 роках. Походи японців на чолі із Фудзівара но Цуґінава, Фудзівара но Огуромаро, Отомо но Якамоті і Кі но Косамі не мали значних успіхів. Лише дії Отомо но Отомаро започаткували перелам у війні. Значної перемоги досяг  Саканоуе но Тамурамаро у 797–801 роках. Але військові дії тривали до 803 року, завершившись відчутною поразкою емісі.
Останніми володарями, у жилах яких текла емішійська кров, були представники роду муцівських Фудзівара. Однак у XII столітті він був знищений силами самураїв Камакурського сьоґунату.
У XII столітті ієрогліфічне сполучення «еміші» почали читати як «едзо». Ця назва закріпилася за Хоккайдо, який називали «острів Едзо» аж до XIX століття.
Еміші не зберегли своєї етнічної цілісності. Вони розчинилися серед яматосців. Однак елементи їхньої культури — одяг, образотворче мистецтво, кухня — присутні по-сьогодні у регіоні Тохоку.